# Nabalüm
Nabalum est une artiste chanteuse autrice compositrice et interprète Burkinabé évoluant dans le style Afro-Soul.

## Biographie

### Enfance, éducation et début
Aminata Nabaloum alias Nabalum est née à Abidjan en Côte d'Ivoire, pays dans lequel elle a passé toute son enfance et ses études. Passionnée de musique, dès l'âge de 5 ans, elle interprète les chansons de Céline Dion. Elle participe à de nombreux concours de chants en Cote d'Ivoire. Lors d'un concours organisé à la télévision nationale ivoirienne qu'elle fait la rencontre de son producteur Alif Naaba qui la fait venir pour la première fois au Burkina Faso son pays d'origine pour une résidence artistique. Elle a tout d'abord été formée par la maison de production "La cours naaba" pendant quelques années avant de produire son tout premier album intitule Sake sorti en 2018. Très attachée à ses racines, l'interprète écrit des chansons qui racontent la vie de la jeunesse africaine en abordant la condition des femmes en Afrique ou des faits de société du continent.

## Prix et distinctions
Elle remporte le  « Kunde de la révélation » en 2017, et du Prix de l’ambassade du Maroc 2017 aux Faso Music Awards (Fama). En 2019 elle est lauréate du Kunde. En 2023 elle est nommée pour le prix Kundé du meilleur featuring burkinabè. En 2024, elle remporte le prix du Kundé du meilleur artiste féminin. Elle est également sur la scène du MASA  elle fait un concert avec la chanteuse camerounaise Sanzy Viany à Addis Abeba

## Discographie

### Album
- 2018 : Sake[12].

### Ep
- 2016 : Nabalum[13].

### Single
- 2021 : Quand il bénit[14].
- 2023 : Amour compliqué feat Amzy[15].
- 2023 : wari[16]

## Note et référence
1. ↑  Tiga Cheick Sawadogo, « Nabalüm : La nouvelle voix montante de la musique burkinabè - leFaso.net » , sur lefaso.net, 16 mai 2016 à (consulté le 8 janvier 2023)
2. ↑  Priscille, « Nabalum : la black princesse à la voix d’or », sur BF1NEWS, 7 septembre 2022 (consulté le 8 janvier 2023)
3. 1 2  Revelyn, « Nabalüm au Kundé 2019 : Un "signe de reconnaissance" », sur Burkina24.com - Actualité du Burkina Faso 24h/24, 25 avril 2019 (consulté le 24 septembre 2023)
4. 1 2  Revelyn, « « Saké » : Nabalüm accepte l’appel de la musique », sur Burkina24.com - Actualité du Burkina Faso 24h/24, 27 juillet 2018 (consulté le 8 janvier 2023).
5. ↑  « Nabalüm | Institut français », sur www.institutfrancais.com (consulté le 11 novembre 2023)
6. ↑  « PALMARÈS 2017 – KUNDE » (consulté le 24 septembre 2023)
7. ↑  Revelyn, « KUNDE 2019 : Floby, Maï Lingani et Nabalüm à la conquête de l’or », sur Burkina24.com - Actualité du Burkina Faso 24h/24, 20 mars 2019 (consulté le 24 septembre 2023)
8. ↑  « Amour compliqué – KUNDE » (consulté le 24 septembre 2023)
9. ↑  Daouda ZONGO, « Kundé 2024: Amzy remporte l’or | Wakat Séra », 9 mai 2024 (consulté le 9 mai 2024)
10. ↑  « Nabalüm : Une étoile ascendante illumine le Masa 2024 – Radio Tankonnon », sur tankonnon.com (consulté le 16 novembre 2024)
11. ↑  « La burkinabée Nabalüm et la camerounaise Sanzy Viany en concert à Addis Abeba ! », sur Africa Vivre (consulté le 16 novembre 2024)
12. ↑  Afriyelba, « Nabalum: "SAKE" son tout premier album, disponible », sur Afriyelba, 23 juillet 2018 (consulté le 8 janvier 2023)
13. ↑  « Nabalüm | Institut français », sur www.institutfrancais.com (consulté le 8 janvier 2023)
14. ↑  Hervé David Honla, « Nabalum : « C’est toute une histoire que ma musique m’a apportée » – Oxygene Mag » , sur oxygenemag.info, 5 juillet 2021 (consulté le 8 janvier 2023)
15. ↑  La rédaction, « Nabalum Feat Amzy - Amour compliqué », sur Faso Fashion Tv, 22 février 2023 (consulté le 1er novembre 2023)
16. ↑  (en) « Wari by Nabalum from Burkina Faso », sur Popnable.com (consulté le 10 novembre 2023)